# Black Jack (Misuri)
Black Jack es una ciudad ubicada en el condado de San Luis, Misuri, Estados Unidos. Tiene una población estimada, a mediados de 2021, de 6593 habitantes.
Es un suburbio de la ciudad de San Luis.

## Geografía
La ciudad está ubicada en las coordenadas 38°47′56″N 90°15′48″O / 38.79889, -90.26333. Según la Oficina del Censo de los Estados Unidos, Black Jack tiene una superficie total de 6.79 km², de la cual 6.74 km² corresponden a tierra firme y  0.05 km² son agua.

## Demografía
Según el censo de 2020, en ese momento había 6634 personas residiendo en Black Jack. La densidad de población era de 984.27 hab./km². El 84.9% de los habitantes eran afroamericanos, el 9.6% eran blancos, el 0.3% eran amerindios, el 0.5% eran asiáticos, el 0.1% eran isleños del Pacífico, el 1.1% eran de otras razas y el 3.6% eran de una mezcla de razas. Del total de la población, el 1.2% eran hispanos o latinos de cualquier raza.